# Atiq Rahimi
Atiq Rahimi (født 26. februar 1962 i Kabul) er en  fransk-afghansk forfatter, der i 2008 fik Goncourtprisen for romanen Syngué sabour: Pierre de patience.

## Titler oversat til dansk
- Fanden tage Dostojevskij (2013)
- Den tålmodige sten (2009)
- Drømmenes labyrint (2004)
- Aske og jord (2002)